# Wilhelm Molterer
Wilhelm Molterer (Steyr, 14 mei 1955) is een Oostenrijks politicus, en was vice-kanselier en minister van Financiën in de regering-Gusenbauer, die in juli 2008 viel. Tegelijkertijd was hij ook de leider van de ÖVP. Op 21 april 2007 werd hij gekozen tot de nieuwe leider van de ÖVP; hij was de lijsttrekker van deze partij bij de parlementsverkiezingen in september 2008.
Deze verkiezingen werden uitgeschreven nadat Molterer op 7 juli zijn partij uit de regering had teruggetrokken vanwege de onenigheid tussen conservatieven en sociaaldemocraten over de EU-politiek van de regering. Hij had geen vertrouwen meer in de ‘grote coalitie’ van conservatieven en sociaaldemocraten. „Het is genoeg”, zo verklaarde Molterer volgens Oostenrijkse media. Hij zei te zullen aandringen op vervroegde verkiezingen. De sociaaldemocraten gingen kort hierna ermee akkoord om vervroegde verkiezingen te organiseren. Parlementsvoorzitter Barbara Prammer (SPÖ) bevestigde dat haar partij een parlementair initiatief om nieuwe verkiezingen te organiseren zou steunen.
Nadat de stemmen waren geteld, bleek dat de rechtse partijen veel stemmen hadden gewonnen. De grootste partij bleef volgens de prognoses de sociaaldemocratische SPÖ, al komt die uit op 29 procent, tegen 35 twee jaar geleden. De christendemocratische ÖVP ging omlaag van 34 naar 25 procent, het slechtste resultaat in de partijgeschiedenis. Voor het eerst in de geschiedenis van Europa mochten ook 16- en 17-jarigen hun stem uitbrengen. ÖVP-leider Molterer noemde de nederlaag volgens persbureau AP "zeer pijnlijk" en "zeer dramatisch".
Op 29 september trad Molterer af als partijleider, en werd opgevolgd door Josef Pröll, demissionair minister van Land- en Bosbouw en Milieu. Pröll kreeg van de partijleiding „de vrije hand” om de ÖVP uit de misère te halen. Over andere personele wisselingen aan de top van de partij liet hij zich tijdens een persconferentie na zijn benoeming tot partijleider niet uit. Na het debacle bij de verkiezingen werd in de partij ook druk gespeculeerd over de posities van fractieleider en oud-kanselier Wolfgang Schüssel en partijsecretaris Hannes Missethon. Pröll liet zich evenmin uit over de opstelling van de ÖVP in de vervolgens gestarte besprekingen over de vorming van een nieuwe regering. Die besprekingen staan onder leiding van SPÖ’er Werner Faymann wiens voorkeur uitgaat naar hernieuwde samenwerking met de conservatieven.